# Вільям Амхерст
Барон, пізніше віконт і граф, Вільям Пітт Амхерст (William Amherst,1st Earl Amherst; 14 січня 1773, Бат — 13 березня 1857, Ноул-хаус) — британський аристократ, в 1823—1828 роках виконував обов'язки генерал-губернатора Бенгалії.

## Кар'єра
Баронський титул він успадкував у 1797 році від свого дядька Джефрі Емгерста — головнокомандувача британської армії в Семирічній війні. У 1809—1811 роках він представляв інтереси британської корони при неаполітанському дворі. У 1816 році був направлений для переговорів про оренду Гонконгу в Пекін, однак за відмову від поклоніння перед богдиханом (коутоу) висланий з Китаю. На зворотному шляху в Європу його корабель зазнав аварії.
Губернаторство Амхерста в Індії було ознаменовано вимогою правителя Баджідо залишити в його розпорядженні східну частину Бенгалії. Розбіжності вилилися в Першу англо-бірманську війну, яку Амхерст виграв, хоча і з великими труднощами. За Яндабинським миром, англійці отримували прибережні Аракан і Теассерім, а також Ассам. За ці заслуги він був нагороджений в 1826 році графським титулом. Останні 30 років життя провів на самоті.

## Приватне життя
Дружина Вільяма Амхерста, Сара (англ. Sarah Amherst, 1762–1838), була ботаніком, дослідником флори Гімалаїв, Індії, Бірми. На її честь був названий рід дерев в М'янмі з дуже красивими великими квітками, схожими на орхідеї — Амхерстія (Amherstia).
Граф Амхерст якось зазначив: «Є три способи розоритися: найшвидший — кінні перегони, найприємніший — жінки, а найнадійніший — сільське господарство». Дотепна фраза запам'яталася й відтоді часто цитується.